# Медаль «За похвальну службу» (США)
Меда́ль «За похва́льну слу́жбу» (США) (англ. Meritorious Service Medal (MSM) — військова нагорода, федеральна медаль США, призначена для нагородження військовослужбовців збройних сил Сполучених Штатів, які відзначилися видатними досягненнями або бездоганною службою в лавах ЗС США. Медаллю «За похвальну службу» з моменту її заснування протягом багатьох років відзначалися американські військові за визначені заслуги і досягнення лише в мирний час. Починаючи з 2004 року, на фоні глобальної війни з тероризмом, ця нагорода могла бути також присуджена як еквівалент медалі Бронзова Зірка за видатні досягнення в ході ведення бойових дій.
Вища нагорода, знана як медаль «За похвальну службу в Збройних силах», призначена для заохочення військовослужбовців, які відзначилися під час спільної служби під безпосереднім керівництвом Департаменту оборони, військових міністерств США, а також Об'єднаного штабу, Об'єднаних бойових командувань та об'єднаних оперативних груп, що створювалися під їхню відповідальність.

## Історія
Медаль «За похвальну службу» присуджують військовослужбовцям усіх рангів за видатні заслуги в службі в лавах армії, ПС, Береговій охороні та Космічних силах США. Нагорода може бути присуджена за відмінні результати при служби на штабній посаді офіцера польового органу управління, старшого чиф-ворентофіцера або головного сержанта підрозділу, або, у випадку офіцерів польового рангу, за успіхі в командуванні підрозділами рівня батальйону (армія) або ескадрильї (армія, повітряні або космічні сили). Медаль рідко присуджують офіцерам з тарифом оплати посади від O-1 до O-3 (другий лейтенант, перший лейтенант, капітан), молодшим ворентофіцерами або старшим ворентофіцерам тарифу оплати посади W-1 і W-2 (WO1 і CW2, тільки для армії), а також молодших сержантів із тарифом оплати посади E-6 і нижче.
Відповідно до AR 600-8-22, параграф 3-17, в армії США не можна підвищувати або знижувати рівень рекомендованої медалі «Бронзова зірка».
Військово-морський флот, Корпус морської піхоти та Берегова охорона США дотримуються дещо інших правил, ніж армія, авіація та космічні сили, при нагородженні медаллю «За похвальну службу», зазвичай присвоюючи її лише старшим офіцерам ВМС та Берегової охорони з тарифом оплати посади від O-5 до О-6 (командор і капітан) і польовим офіцерам Корпусу морської піхоти з тарифом оплати посади O-5 і O-6 (підполковник і полковник). Причому перша медаль зазвичай може бути присвоєне після завершення успішного виконання обов'язків в посаді рівня О-5. Нагорода для офіцерів флоту, морської піхоти та берегової охорони за тарифом оплати посади O-4 (лейтенант-командор/майор) і нижче, включаючи старших чиф-ворентофіцерів і нижче (окрім випадків присвоєння нагороди при виході військовослужбовця в ранзі CWO5 і CWO4 на пенсію) як правило, є винятком і зазвичай обмежується тими, хто обіймав одну з посад командира рівня O-4 (наприклад, командира протимінного корабля типу «Евенджер») або служив у штабі флаг-офіцера флоту чи Берегової охорони чи в штабі генерала морської піхоти.
Для старшинського та рядового складу ВМС, Корпусу морської піхоти та Берегової охорони зазвичай існує практика нагородження медаллю військових з тарифом оплати посади E-8 (наприклад,старший чиф-петті офіцер флоту та БО або майстер-сержант або перший сержант Корпусу морської піхоти) та E-9 (наприклад, майстер чиф-петті офіцер флоту та БО і сержант-майор або старший комендор-сержант Корпусу морської піхоти). Факти відзначення медаллю старшин тарифу оплати посади E-7 (наприклад, чиф-петті офіцер флоту та БО і сержант-комендор морської піхоти) і нижче є дуже рідкісними і винятковими. У військово-морських силах, корпусі морської піхоти та береговій охороні особа, яка представляє на нагородження цією медаллю, має бути флаг-офіцером або генералом, який має тариф оплати посади O-7 або вище. Найчастіше на практиці майстер чиф-петті офіцери флоту та берегової охорони (зазвичай головні майстер чиф-петті офіцери) і старші комендор-сержанти та сержант-майори Корпусу морської піхоти отримують медаль «За похвальну службу» як нагороду на завершення проходження служби або після виходу на пенсію.

## Опис
Медаль «За похвальну службу» — це бронзова медаль із загальним діаметром 1,5 дюйма, що має неправильну круглу форму, яка складається з шести променів, що виходять із трьох верхніх країв п'ятикутної зірки зі скошеними краями та містять дві менші зірки, визначені врізаними контурами. Перед нижньою частиною зірки зображений орел із піднятими крилами, що стоїть на двох гілках лавра, що загинаються вгору, перев'язаних стрічкою між ногами орла. На реверсі написи по колу «UNITED STATES OF AMERICA» і «MERITORIOUS SERVICE». Колодка має ширину 1 3/8 дюйма і складається зі смуг: 1/8 дюйма малинової; 1/4 дюйма білої; центр 5/8 дюйма малинової; 1/4 дюйма білої; і 1/8 дюйма малинової.
Медаль була розроблена Джеєм Моррісом з Інституту геральдики, і дизайн був затверджений 20 березня 1969 року медальним комітетом, визначеним Міністром оборони. Дизайн стрічки повторює кольори, використані для Легіону заслуг, щоб відобразити паралель між двома медалями. Орел, символ Сполучених Штатів, стоїть на лаврових гілках, що означає досягнення. Зірка використовується для представлення військової служби, а промені, що виходять від неї, позначають постійні зусилля людей досягти результатів завдяки відмінній та гідній службі.
Повторні нагородження медаллю «За похвальну службу» позначаються бронзовими кластерами дубового листя в армії, Повітряних і Космічних силах. Один срібний кластер дубового листя позначає п'ять додаткових нагород (1 срібний кластер плюс сама медаль означають шість нагороджень) і золоті 5/16-дюймові зірки у ВМС США, Корпус морської піхоти США та Берегова охорона США (із срібною зіркою 5/16 дюйма, що позначає п'ять додаткових нагород). Ці пристрої також дозволені для носіння на підвісці та службовій стрічці медалі. У деяких випадках Берегова охорона США також дозволяє використовувати розпізнавальну літеру «O» для медалі.